# جايرد (قلعة بيابان)
جايرد (بالفارسية: جایرد) هي قرية تقع في إيران في البلدة المركزية.